# Cratere Gertrude
Gertrude è un cratere d'impatto presente sulla superficie di Titania, il maggiore dei satelliti di Urano, a 15,8° di latitudine sud e 287,1° di longitudine est. Il suo diametro, superiore ai 320 km, ne fa il cratere di maggiori dimensioni della luna.
Il cratere è stato battezzato dall'Unione Astronomica Internazionale con riferimento ad un personaggio della tragedia shakespeariana Amleto, la regina Gertrude, madre di Amleto.